# Dagmersellen
Dagmersellen est une commune suisse du canton de Lucerne, située dans l'arrondissement électoral de Willisau.

## Géographie

Vue aérienne (1948)

## Histoire
Fin novembre 2004, les citoyens de Dagmersellen, Buchs et Uffikon ont accepté la fusion de leurs communes, qui sera effective le 1er janvier 2006.

## Transport
- Sur la ligne ferroviaire Lucerne - Olten, à 18 km d’Olten et à 39 km de Lucerne.
- Autoroute A2, sortie 19.

## Économie
- Groupe Emmi, produits laitiers.